# Floyd Flake
Floyd Harold Flake (Los Angeles, 30 gennaio 1945) è un politico e pastore protestante statunitense, membro della Camera dei Rappresentanti per lo stato di New York dal 1987 al 1997.

## Biografia
Originario di Los Angeles, Flake crebbe in Texas e dopo gli studi lavorò alla Xerox Corporation finché nel 1976 gli venne proposto di occuparsi di una chiesa metodista dello stato di New York come pastore.
Nel 1986 Flake aderì al Partito Democratico e venne eletto deputato alla Camera dei Rappresentanti. Vi rimase fino al 1997, quando decise di lasciare la politica per tornare a tempo pieno alla sua vocazione religiosa. Durante la permanenza al Congresso Flake si distinse per i suoi rapporti amichevoli con i colleghi repubblicani.